# Phosphatidylinositol-3,4,5-trisphosphate
Un phosphatidylinositol-3,4,5-trisphosphate (abrégé PtdIns(3,4,5)P3 ou PI(3,4,5)P3) est l'une des sept classes de phosphoinositides des membranes cellulaires des eucaryotes, c'est-à-dire un dérivé phosphorylé de phosphatidylinositols. Ces composés résultent de l'action d'une phosphoinositide 3-kinase sur des phosphatidylinositol-4,5-bisphosphate (PIP2).